# Jamiri

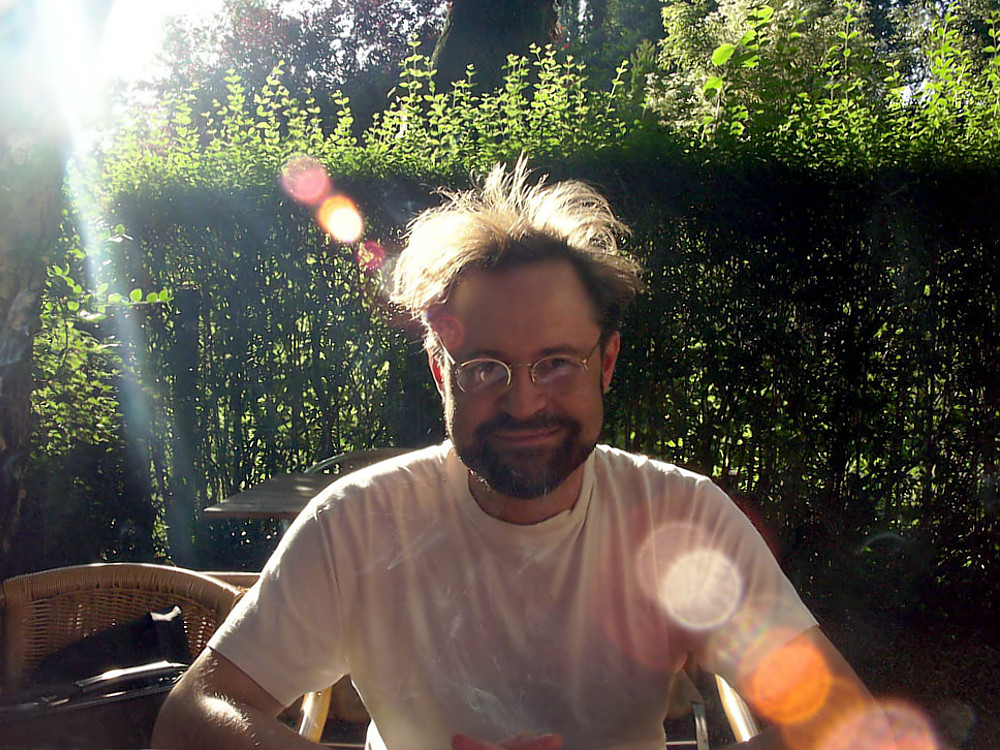
Jan-Michael Richter (Jamiri), 2004

Jamiri (eigentlich Jan-Michael Richter, * 3. Mai 1966 in Blankenstein) ist ein deutscher Comiczeichner. Der Künstlername ist ein Akronym seines bürgerlichen Namens.

## Biografie
Jan-Michael Richter besuchte von 1972 bis 1985 eine Waldorfschule in Bochum. 1985 begann er an der Ruhr-Universität Bochum Germanistik, Komparatistik und Philosophie zu studieren, wechselte aber 1986 in das Fach Kommunikationsdesign an der damaligen Universität-Gesamthochschule Essen. Sein erster Comic erschien 1988 im Kulturmagazin bospect. Schon während des Studiums arbeitete er einige Jahre als Zeichner für Werbeagenturen, bis er ab 1990 seinen Lebensunterhalt vorwiegend als Comiczeichner verdienen konnte. 1990 erschien Bochum lokal mit Cartoons über die Bochumer Kneipenszene in Heftform.
Seit dem Studium arbeitete Richter als Barkeeper. Sein eigenes Restaurant Haferkamp in Frohnhausen, Essen, gab er im Jahr 2003 auf.
Richter lebt seit 1986 in Essen. 2000 heiratete er seine Lebensgefährtin Beate, mit der er bereits seit 1990 zusammengelebt hatte. Seit 2014 leben sie, nach 25 Jahren Beziehung, getrennt. Richter ist ein Cousin des ehemaligen Fußballspielers Mehmet Scholl.

## Publizität und Verbreitung
Richter zeichnet schon seit seiner Kindheit Comics. 1990 begann er, damit Geld zu verdienen. 1992 wurde er zum ersten Mal „Hauszeichner“ des Ruhrgebiet-Stadtmagazins Marabo.
Seitdem publiziert er monatlich Comics in Zeitschriften, so seit Mai 1993 im auflagenstärksten deutschen Studentenmagazin Unicum. 2003 bis 2012 war Jamiri Hauszeichner von Spiegel Online. Ab Frühjahr 2008 (Ausgabe 37) zeichnete er für Galore.
Daneben veröffentlicht Jamiri Comic-Alben im klassischen Format (DIN A4 mit 48 Seiten) im Wuppertaler Verlag Edition 52. Seit 1994 sind zwanzig dieser Alben erschienen, inklusive eines Best of in etwas kleinerem Format.
Mit Kamikaze d’amour erschien 1999 ein Sonderband mit dem Schwerpunkt „Beate & Beziehungen“, gedacht als Auftakt zu einer Reihe von Themenalben, unter anderem zu „Spacejamiri“ sowie „Jamiri & Gott“. Die Wiederholung einiger bereits in vorigen Alben gedruckter Beate-Comics mit dem Ziel der Vollständigkeit nahmen einige Fans zum Anlass zu Protesten. Das Konzept der Themenalben wurde daraufhin nicht weiter verfolgt.

## Themen
Nach der Definition von Comics (mehrere aufeinander folgende Bilder) ist Jamiri sowohl Comiczeichner als auch Cartoonist, da ein Teil seiner Zeichnungen aus nur einem Bild besteht. Er selbst bezeichnet sich als „Comiczeichner“.
Jamiris Comics handeln meistens von seinem Alter Ego. Viele Geschehnisse sind tatsächlichen Ereignissen entlehnt. Seine Comics thematisieren unter anderem Gespräche mit Freunden, Erlebnisse in der Gastronomie, den Kampf mit der dominanten Partnerin, widerspenstigen Computern, kaputten Autos und zunehmendem Alter.

## Werke

### Comic-Alben
- Carpe Noctem. Unicum Edition, Bochum; Wiederauflage 2002, Carlsen-Verlag, Hamburg, 1994, ISBN 978-3-551-76455-3.
- Bohème 29. Unicum Edition, Bochum; Wiederauflage 2002, Carlsen-Verlag, Hamburg, 1995, ISBN 978-3-9802688-5-1.
- Homepages. Unicum Edition, Bochum; Wiederauflage 2002, Carlsen-Verlag, Hamburg, 1997, ISBN 978-3937151359.
- Kamikaze d’amour. Sonderband. Eichborn-Verlag, Frankfurt am Main, 1999, ISBN 978-3-8218-3074-2.
- Dotcom Dummy. Unicum Edition, Bochum; 2000, Wiederauflage 2002, Carlsen-Verlag, Hamburg, ISBN 978-3-935229-70-8.
- Hypercyber. Carlsen-Verlag, Hamburg, 2002, ISBN 978-3-551-74819-5.
- Richterskala. Carlsen-Verlag, Hamburg, 2004, ISBN 978-3551765116.
- Pornorama. Uni-Edition, Berlin, 2005, ISBN 978-3-937151-39-7.
- Autodox. Uni-Edition, Berlin, 2007, ISBN 978-3-937151-55-7.
- Best Of 1993–2008. Uni-Edition, Berlin, 2008, ISBN 978-3-937151-80-9.
- Arsenicum Album. Edition 52, Wuppertal, 2009, ISBN 978-3-935229-72-2.
- Memme Fatale. Edition 52, Wuppertal, 2011, ISBN 978-3-935229-87-6.
- L’ Argh pour l’ Art. Artbook. Edition 52, Wuppertal, 2013, ISBN 978-3-935229-76-0.
- Borderlein. Edition 52, Wuppertal, ISBN 978-3-935229-65-4.
- Spacejamiri Redux. 2016, Edition 52, Wuppertal, 2014, ISBN 978-3-935229-02-9.
- Kamikaze d’amour. Erweiterte Neuausgabe, Edition 52, Wuppertal, 2017, ISBN 978-3-935229-81-4.
- Equilirium. Edition 52, Wuppertal, 2018, ISBN 978-3-935229-96-8.
- Gödel, Escher, Gott. Edition 52, Wuppertal, 2020, ISBN 978-3-948755-02-7.
- Die große Beate Gesamtausgabe. Edition 52, Wuppertal, 2021, ISBN 978-3-948755-51-5.
- HIKIKOMIRI: oder Mama, Papa, die Katze und ich. Edition 52, Wuppertal, 2023, ISBN 978-3-948755-06-5.

### Sonstige Monographien
- Bochum lokal. Bospekt-Verlag, Bochum. 1990.
- WP Fahrenberg (Hrsg.): Meister der komischen Kunst – Jamiri. Verlag Antje Kunstmann, München, 2013, ISBN 978-3-88897-826-5.

### Beiträge in Sammelwerken
- Autorengemeinschaft: Cartoon 2000. Achterbahn-Verlag, Kiel, 1999
- Marcel Feige: Das Große Comic-Lexikon. Schwarzkopf & Schwarzkopf, Berlin, 2001
- Winfried Ulrich: Didaktik der deutschen Sprache. Klett-Verlag, Stuttgart, 2001
- Jamiri (Hrsg.): AufRuhr – Comics aus dem Ruhrgebiet. Verlag Konturblau, Dorsten, 2006, ISBN 978-3939565000.

### Hauszeichner von Periodika
- Marabo (Ruhrgebiets-Stadtmagazin) (1992 bis 2004)
- Unicum (1993 bis 2015)
- Chance (Schülermagazin des Unicum; ab 1999 als „Unicum Abi“)
- Online Today (1996 bis 2002)
- AOL-Magazin (1999 bis 2003)
- Mitteilungen der deutschen Mathematiker-Vereinigung (MDMV) (seit 2002)
- Spiegel Online (von 2003 bis 2012)
- Wirtschaftsmagazin Ruhr (seit 2005)
- Comic-Beilage der WAZ-Zeitungsgruppe (seit 2006)
- Galore (2008 bis 2009)
- Uniglobale (ab 2015)

### Einzelne Beiträge in Periodika
030 Magazin Berlin, Airbrush Art+Action, Berliner Zeitung, Coolibri, Designers Digest, Digital Arts, Hamburger Morgenpost, Häuptling Eigener Herd, Info 3, Magic Attack, Neue Ruhr Zeitung, Petra, Prinz, Ran, taz, WDR online, Westdeutsche Allgemeine Zeitung, Wieselflink